# Chih-Tang Sah
Chih-Tang Sah (chinesisch 薩支唐, Pinyin Sà Zhītáng, genannt Tom Sah, * 10. November 1932 in Peking)  ist  ein chinesisch-US-amerikanischer Physiker und Elektroingenieur. Er erfand zusammen mit Frank Wanlass die CMOS-Technik.

## Leben und Werk
Sah ist der Sohn des Physikers und ehemaligen Präsidenten der Xiamen-Universität (und Mitglieds der Academia Sinica) Pen-Tung Sah. Sah studierte Elektrotechnik und Physikingenieurwesen (Bachelor of Science,1953) an der University of Illinois at Urbana-Champaign (UIUC) und der Stanford University (Master of Science,1954), wo er 1956 bei Karl Spangenberg promoviert wurde (über Wanderfeldröhren). Danach ging er in die sich entwickelnde Mikroelektronikindustrie in Kalifornien zu William B. Shockley und 1959 zu Fairchild Semiconductor in Palo Alto (gegründet von unzufriedenen ehemaligen Mitarbeitern in Shockleys Firma wie Gordon Moore und Robert Noyce), wo er bis 1965 war und die Physikabteilung leitete. Bereits 1962/63 unterrichtete er an der UIUC, wo er 1964 Professor für Physik und Elektrotechnik wurde. 1988 ging er in den Ruhestand und wechselte zur University of Florida.
Bei Shockley war er mit Robert Noyce und Shockley 1957 Autor einer klassischen Arbeit zur Elektron-Loch-Rekombination in p-n-Übergangen und 1959 über eine grundlegende Verfahrenstechnik – die Planartechnik, erfunden durch Jean Hoerni  – zur späteren Herstellung der ersten integrierten Schaltkreise.
Bei Fairchild leitete er die Entwicklung der Technologie für die erste Generation der industriellen Fertigung von MOS-Transistoren und integrierten Schaltkreisen. Bei Fairchild wurde damals 1963 die CMOS-Technologie durch Frank Wanlass erfunden. Sah  entwickelte damals auch MOS-Transistor-Modelle (die in der Software SPICE benutzt wurden).
Er ist Autor und Ko-Autor von über 250 wissenschaftlichen Aufsätzen und hatte rund 50 Doktoranden.
Er war 1991 Gründungsherausgeber von Advances in Solid State Electronics and Technology (ASSET) bei World Scientific.
Er erhielt zahlreiche Preise, unter anderem den J. J. Ebers Award und den Jack Morton Award der IEEE (1969) und das Certificate of Merit des Franklin Institute. Er ist Ehrendoktor der Chiaotung University in Taiwan und der Katholieke Universiteit Leuven und hat eine Ehrenprofessur der Universitäten von Tsinghua, Peking und Xiamen in China. Er ist Fellow der IEEE, der American Physical Society, des Franklin Institute und der American Association for the Advancement of Science, der National Academy of Engineering, der Chinesischen Akademie der Wissenschaften in Peking und der Academia Sinica in Taiwan. 1998 erhielt er den Preis für Universitätsforschung der Semiconductor Industry Association.
Sein Bruder Chih-Han Sah (1934–1997) war Mathematikprofessor an der State University of New York at Stony Brook.

## Schriften
- Fundamentals of Solid-State Electronics. World Scientific, 1991, ISBN 981-02-0638-0.